# Wat Phanan Choeng
Wat Phanan Choeng (język tajski: วัดพนัญเชิง) – świątynia buddyjska, położona na terenie parku historycznego Ajutthaja. Popularny cel weekendowych pielgrzymek mieszkańców Bangkoku.

## Historia
Zbudowana w 1324 roku w celu umieszczenia w niej wielkiego posągu siedzącego Buddy podarowanego przez cesarza Chin. W 1407 roku świątynię odwiedził Zheng He, chiński admirał podczas jednej ze swych pierwszych wypraw. To wydarzenie do dziś jest wspominane przez pielgrzymów odwiedzających świątynię.